# 梅尔沃
梅尔沃（法語：Melve，法語發音：[mɛlv]）是法国上普罗旺斯阿尔卑斯省的一个市镇，位于该省西北部，属于福卡尔基耶区。

## 地理
梅尔沃（44°21'17"N, 5°59'23"E）面积14.11 平方千米，位于法国普罗旺斯-阿尔卑斯-蓝色海岸大区上普罗旺斯阿尔卑斯省，该省份为法国东南部内陆省份，北起上阿尔卑斯省，西接沃克吕兹省，西北接德龙省，南至瓦尔省，东临滨海阿尔卑斯省，东北部与意大利接壤。
与梅尔沃接壤的市镇（或旧市镇、城区）包括：克拉雷、屈尔邦、拉莫特迪凯尔、锡戈耶、泰兹。
梅尔沃的时区为UTC+01:00、UTC+02:00（夏令时）。

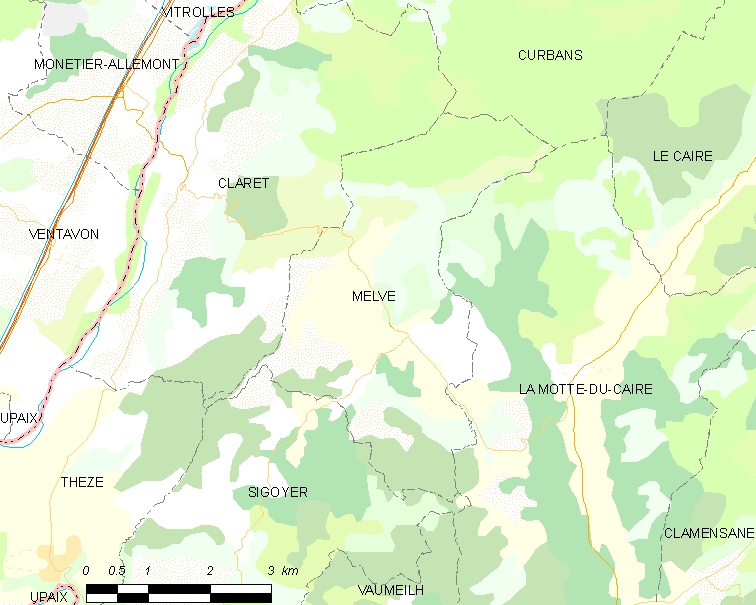
梅尔沃的OSM定位图

## 行政
梅尔沃的邮政编码为04250，INSEE市镇编码为04118。

## 政治
梅尔沃所属的省级选区为塞讷县。

## 交通
上普罗旺斯阿尔卑斯省省道D104线和D304线在梅尔沃交汇。

## 人口

1962-2008年间梅尔沃人口变化图示

梅尔沃于2022年1月1日时的人口数量为127人。